# McDiarmid Park
El McDiarmid Park es un estadio de fútbol ubicado en la ciudad de Perth en Escocia, fue inaugurado en 1899 y posee una capacidad para 10 696 espectadores, es el estadio del club St. Johnstone FC que disputa la Premier League de Escocia.

## Historia
St. Johnstone FC disputó sus partidos desde 1924 en Muirton Park, un estadio que para principios de los años 1980 había caído en el mal estado y el club por esos años en Segunda División no tenía los fondos para repararlo. En diciembre de 1986, el club recibió la oferta de que la cadena de hipermercados ASDA quería comprar Muirton Park y una pista de hielo contigua al estadio para construir un supermercado en el sitio. El club entonces se trasladó, sin costo alguno para ellos, a un nuevo estadio en el borde occidental de la ciudad. Bruce McDiarmid un agricultor de la zona, donó 16 acres de tierra en la que se levantó el nuevo estadio a cambio de un título honorífico de presidente del club de fútbol.
El nuevo estadio fue inaugurado el 19 de agosto de 1989, en un encuentro en que St. Johnstone FC venció al Clydebank. El club gozó de gran éxito con la apertura del nuevo estadio, logró el ascenso a la Primera División en su primera temporada en McDiarmid. En la primera temporada de vuelta en la máxima categoría, el promedio de asistencia a McDiarmid fue de 6000 espectadores aproximadamente, tres veces más de lo que llevaba al antiguo Muirton Park. Estas altas asistencias llevaron al club a crear espacio para otros 600 asientos llegando estos a 1000 aparcamientos. La asistencia récord de 10 721 personas fue contra un partido en casa contra el Glasgow Rangers el 26 de febrero de 1991.
El recinto cumple con todas las exigencias de seguridad emanadas del Informe Taylor.

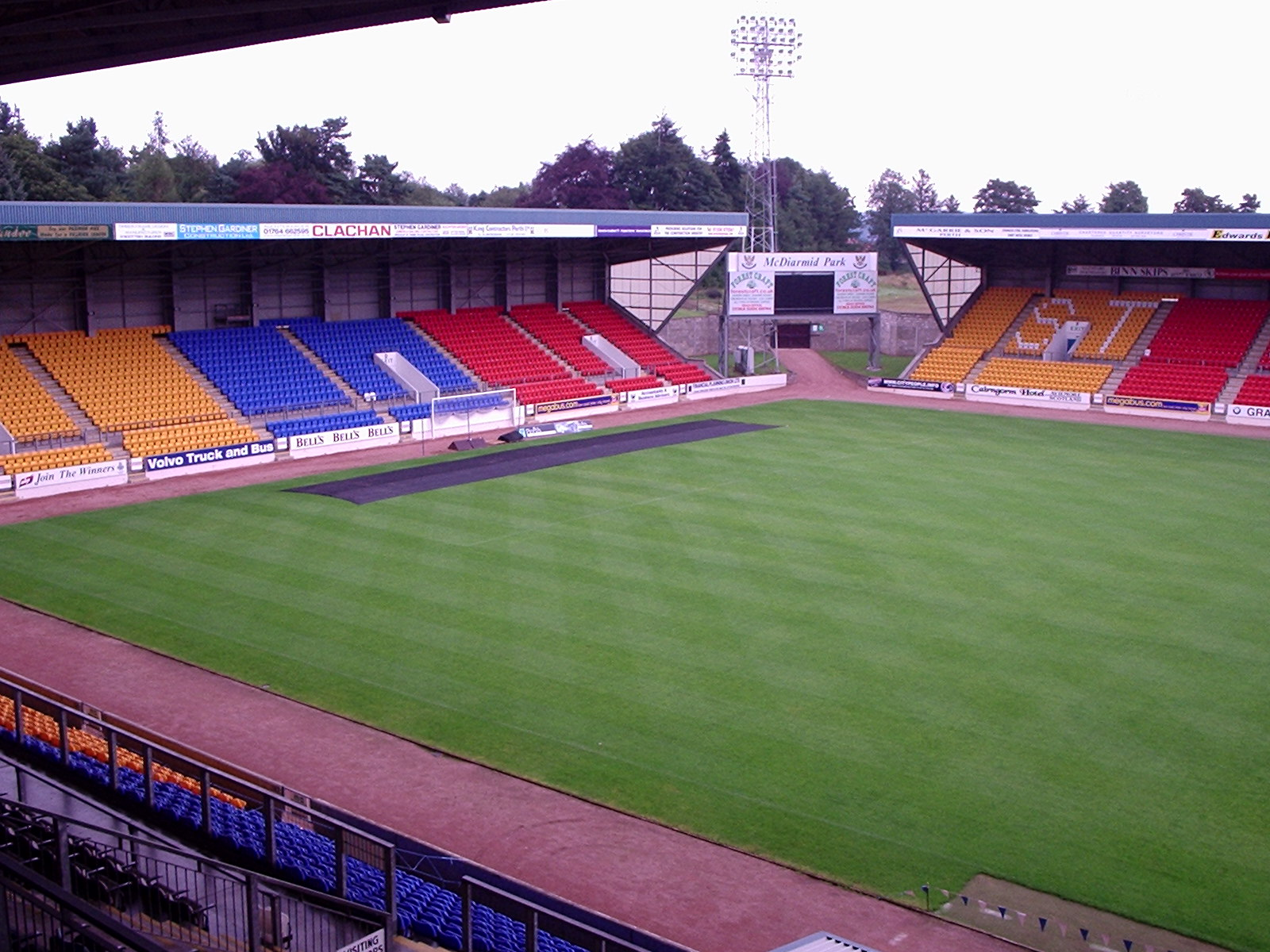
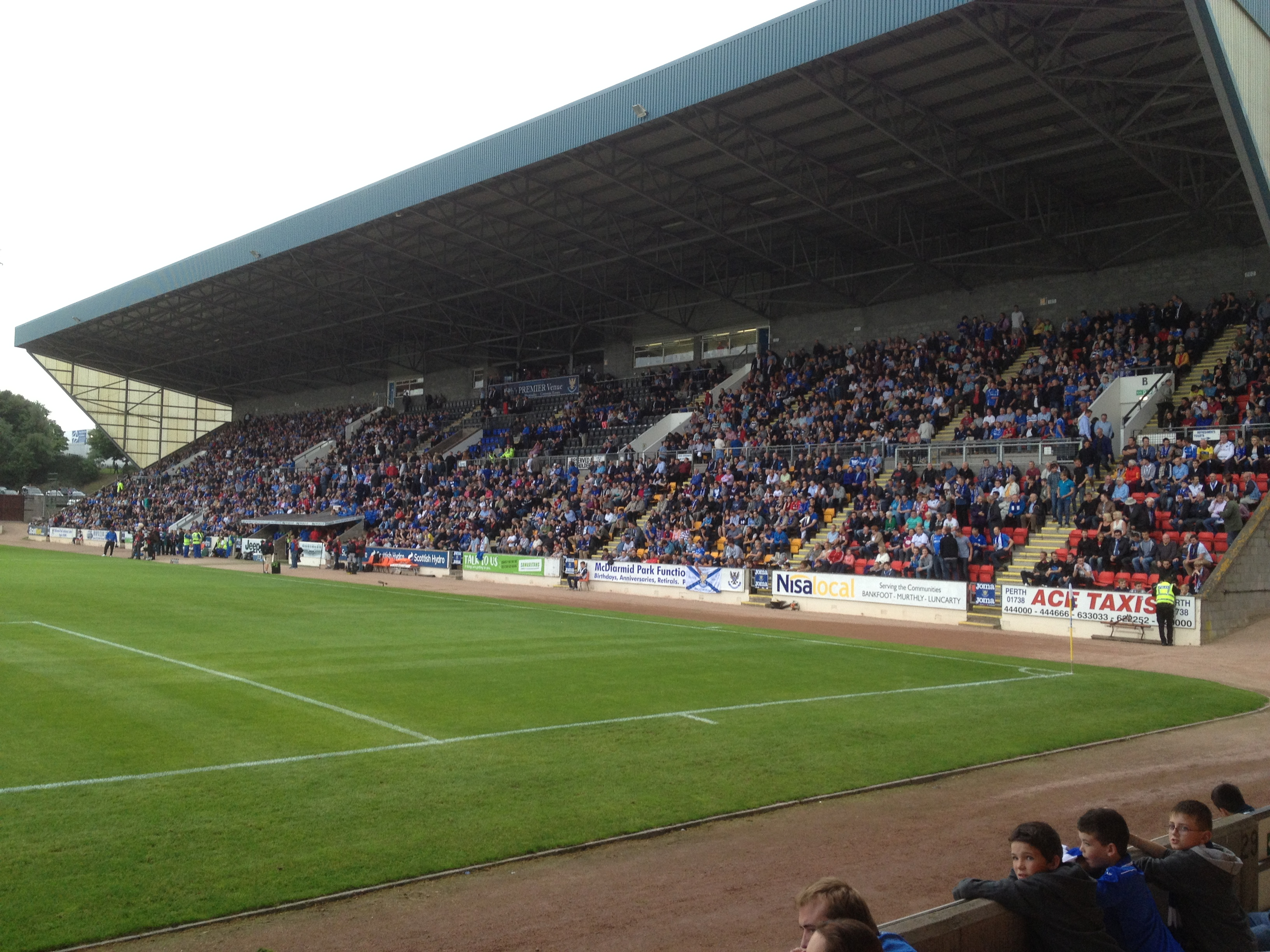